# Хэкмен, Джин
Ю́джин А́ллен (Джин) Хэ́кмен (англ. Eugene Allen «Gene» Hackman; 30 января 1930, Сан-Бернардино, Калифорния — около 18 февраля 2025, Санта-Фе) — американский актёр и писатель.
Один из самых популярных и успешных американских киноактёров второй половины XX века, чья карьера длилась более 40 лет. Преимущественное актёрское амплуа Хэкмена — представители закона и военные деятели («Французский связной», «Мост слишком далеко», «Миссисипи в огне», «Непрощённый», «Багровый прилив», «В тылу врага»). Тем не менее среди его сотни ролей критики выделяли и простых американцев — Бак Бэрроу в «Бонни и Клайде», частный детектив Гарри Мосби в «Ночных ходах», Эйвери Толар в «Фирме» и Роял Тененбаум в «Семейке Тененбаум». Роль параноидального Гарри Кола в психологическом триллере «Разговор» по сей день считается вершиной мастерства Хэкмена и его лучшей работой в кино.
Двукратный лауреат премий «Оскар» и BAFTA, трёхкратный лауреат премий «Золотой глобус» и Национального совета кинокритиков США, призёр Берлинского кинофестиваля.

## Юность
Родился в Сан-Бернардино, штат Калифорния в семье Лиды Грей и Юджина Эзры Хэкмена. Помимо него, в семье рос его младший брат Ричард. Детство будущего актёра пришлось на времена Великой депрессии. Сам он подрабатывал ловцом собак для местного питомника, а семья часто переезжала в поисках лучшей работы, пока не остановилась в небольшом городке Дэнвилл в штате Иллинойс, где отец семейства получил должность оператора печатного пресса в местной газете. Несмотря на это, Хэкмены не могли позволить себе ни покупку, ни аренду собственного жилья и вся семья жила в доме Беатрис Грей, бабушки по материнской линии. Она сама проделала путь из Англии в Северную Америку, а Хэкмен в интервью описывал её как несгибаемую женщину.
Беатрис не одобряла брака своей дочери. Хэкмена-старшего она считала «слабаком», который загубил все таланты Лиды — неплохой художницы и пианистки. Несмотря на это, развод Лиды и Юджина Эзры в 1943 году и уход отца из семьи стал неожиданностью для мальчика.
Я играл на улице. Это было воскресенье, а по воскресеньям мы с отцом часто проводили время вместе. Но в тот день, когда он помахал мне, проезжая мимо, я понял — он больше не вернётся. Это было странно, ведь обстановка в семье была спокойной. Когда я прибежал домой, мама сказала: «Вот и всё, малыш, теперь мы сами по себе»
— Джин Хэкмен
Джин был малообщительным ребёнком. В школе он никогда не ходил на свидания и не получал приглашений на танцы. «В подвале дома, около корзины с углём, я построил домик из картона — мой личный уголок, где я мог бы спрятаться». Кино было одним из главных увлечений Джина — он часто ходил в кинотеатры, а его любимыми актёрами были Эррол Флинн и Эдвард Г. Робинсон, но особенно — Джеймс Кэгни и Марлон Брандо. Уже тогда Хэкмен хотел стать актёром: «Я был стеснительным и неуверенным в себе. Мне казалось, что актёрство поможет это преодолеть».

## Жизнь до начала актёрской карьеры
В 16 лет Хэкмен ушёл из дома, вступив в Корпус морской пехоты США. Ему пришлось соврать о своём возрасте для зачисления. Джин отслужил четыре с половиной года, за это время побывав в Китае и Японии. После того, как он попал в 1951 году в аварию на своём мотоцикле, его демобилизовали. Вскоре Хэкмен осуществил свою давнюю мечту и переехал в Нью-Йорк. Мечтать об этом городе он стал, наблюдая за коренным ньюйоркцем Кэгни, образ которого радикально отличался от «всего, что можно увидеть в небольшом городке на Среднем Западе». Получая по закону о ветеранах 150 долларов в месяц, на которые прожить в Нью-Йорке сложно, Джин был вынужден думать об образовании, которое ветеранам по большинству специальностей оплачивалось государством. Актёрские курсы, однако, в этот список не вошли, так что Хэкмен сначала учился в художественной школе, а затем в школе радиотехники, совмещая учёбу с черновой малооплачиваемой работой.
В 1953 году Хэкмен получил работу на телевидении. Ему пришлось покинуть Нью-Йорк — некоторое время он жил во Флориде, а после вернулся в Дэнвилл. Джин работал оператором на местном телеканале WDAN-TV и изучал журналистику в Иллинойсском университете. В 1955 году он вновь переехал в Нью-Йорк, где познакомился со своей первой женой, секретаршей банка в Рокфеллер-центре Фэй Мальтезе. Они познакомились на танцах, организованных волонтёрской организацией YMCA, услугами которой Джин пользовался во время своего первого переезда в Нью-Йорк. Год спустя пара уехала в Калифорнию, где Хэкмен наконец-то смог начать обучение актёрскому мастерству, поступив на курсы в Pasadena Playhouse. Соседом и другом Джина стал Дастин Хоффман: «Я был старше всех в группе, а Дастин — главным чудаком. Мы сразу поладили». Два оскароносных, в будущем, актёра, считались наименее талантливыми студентами группы. Хэкмен сумел продержаться в Playhouse лишь 3 месяца, после чего последовало очередное возвращение в Нью-Йорк.

## Карьера

### Первые роли
Вернувшись в Нью-Йорк, Хэкмен начал учиться у Джорджа Моррисона, выпускника Актёрской студии Ли Страсберга. Также он устроился на стажировку в один из лонг-айлендских театров. Чтобы не платить за неё, Джин выполнял работу по хозяйству, помогая с декорациями, реквизитом и светом. Наконец, ему удалось получить роль: при постановке пьесы Артура Миллера «Вид с моста» незанятой осталась роль Марко,
рабочего-итальянца. Режиссёр Улу Гросбард отдал её Хэкмену, а после одного из представлений сказал: «Джин, ты должен продолжать». Это был первый случай, когда кто-то из мира кино и театра одобрил его начинания.
В 1958 году в Нью-Йорк приехал Дастин Хоффман. На протяжении нескольких недель он жил в одной квартире с Хэкменом и его женой, пока Джин не предложил ему переехать к своему другу, Роберту Дювалю. Три молодых актёра, пытающиеся выжить в Нью-Йорке и добиться успеха, стали близкими друзьями. Ожидая прорыва, Хэкмен подрабатывал швейцаром в одном из отелей. Хоффман после говорил об этом периоде их жизней: «Психологически мы были готовы к тому, что нам не удастся преуспеть в актёрском деле так, как это представляют себе обычные люди. Мы думали, что до конца жизни будем неудачниками, которые сражаются за каждую роль». В 1961 году учитель Хэкмена Джордж Моррисон собрал труппу The Premise, ставившую небольшие сымпровизированные сценки в маленьком театре на Бликер-стрит. В The Premise Джин получил опыт комедийной игры.
Прорывом стал 1964 год. Хэкмен впервые получил роль в бродвейской пьесе «В любую среду» с Сэнди Деннис в главной роли. Джин был близок к тому, чтобы не получить эту роль, так как Деннис отказывалась играть с ним — недавно она рассталась с мужчиной, внешне очень похожим на Хэкмена. Несмотря ни на что, пьеса была поставлена и стала хитом, продержавшись 28 месяцев. В том же году актёр получил первую заметную, хоть и небольшую, роль в кино (перед этим было появление в эпизодической роли полицейского в фильме «Бешеный пёс Колл») — в фильме «Лилит». Важным оказалось знакомство Хэкмена с Уорреном Битти, исполнителем главной роли в той картине.
В 1967 году Хэкмен получил роль мистера Робинсона в фильме «Выпускник», где также снялся его друг Дастин Хоффман, но после нескольких дней репетиций режиссёр Майк Николс уволил его. Таким образом, Джин не был занят на момент начала съёмок фильма «Бонни и Клайд». Уоррен Битти, продюсер картины и исполнитель главной роли, предложил ему роль Бака Бэрроу, брата Клайда. Вышедший фильм
имел большой успех, получив 10 номинаций на «Оскар», в 2-х из них победив. И сразу после релиза, и годами позже «Бонни и Клайд» получал положительные отзывы критиков, а в 1992 году фильм, как имеющий «культурное, историческое или эстетическое значение» был отобран в Национальный реестр фильмов. Картина «сделала имя Хэкмену, до этого никому не известному актёру второстепенных ролей», и принесла первую в карьере номинацию на «Оскар» за лучшую роль второго плана.
Актёр стал регулярно получать роли, хотя всё ещё преимущественно второстепенные. Он снялся в фильмах «Мотыльки на ветру», «Скоростной спуск» и «Потерянные», а также появлялся в эпизодических ролях в нескольких телесериалах. В 1970 году Хэкмен получил большую роль в фильме «Я никогда не пел отцу», основанным на одноимённой пьесе. Актёр играет Джина Харрисона, вдовца из Нью-Йорка, который хочет жениться на своей невесте и переехать к ней в Калифорнию, но планам мешает его отец, деспотичный старик, который считает, что сын должен остаться и ухаживать за ним. За роли отца и сына Мелвин Дуглас и Хэкмен получили номинации на «Оскар», за главную и второстепенную роль соответственно. Эта номинация стала для Джина второй, и он вновь не получил статуэтку, уступив её Джону Миллсу.

### «Французский связной»

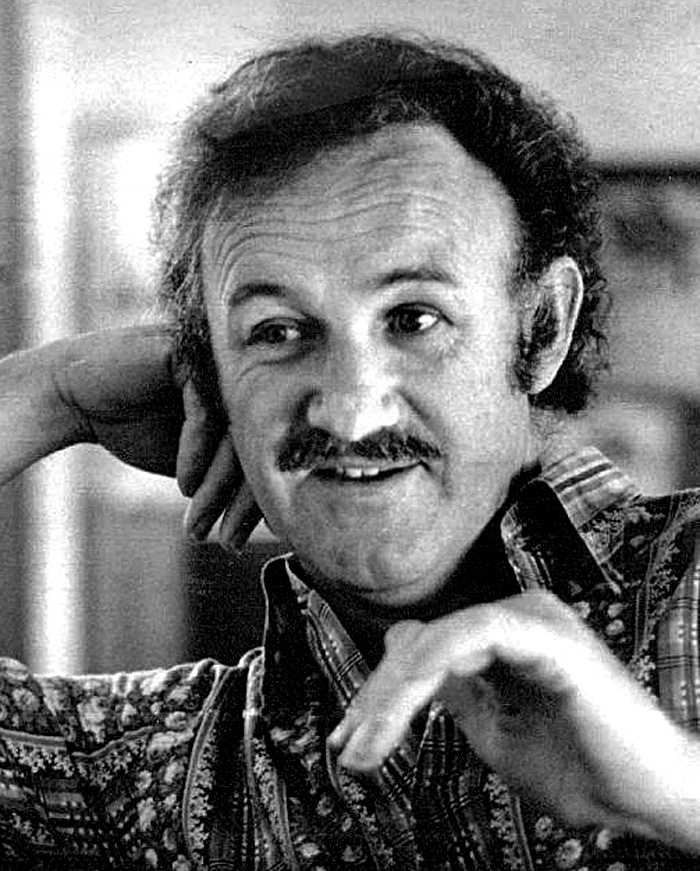
Джин Хэкмен в 1972 году

В ноябре 1970 года режиссёр Уильям Фридкин начал работу над своим новым фильмом «Французский связной». За основу сюжета была взята одноимённая книга Робина Мура, которая, в свою очередь, основана на реальных событиях. Триллер повествует о нью-йоркских полицейских, Джиме Дойле и Бадди Руссо, пытающихся помешать крупной сделке по поставке наркотиков из Франции в США.
Фридкин испытал множество проблем с подбором актёра на роль Джима «Попая» Дойла. Знаменитый телеведущий Ларри Кинг, делая интервью с Хэкменом, сказал, что по его сведениям он был лишь 7-м в списке кандидатов на роль. Режиссёр видел в ней Пола Ньюмана, но пригласить его не позволил бюджет. Другими кандидатурами были Джеки Глисон, никогда не игравший прежде журналист Джимми Бреслин и Питер Бойл, но от первого отказались из-за нескольких провальных недавних ролей, второй не захотел быть за рулём машины во время съёмок погони, а Бойлу не понравилось чрезмерное количество насилия в фильме (к тому же его агент посчитал, что лента будет неудачной). Не получили роль и Стив Маккуин (после «Буллита» он не хотел сниматься в очередной картине о полицейском), Чарльз Бронсон и Род Тейлор. Лишь затем возникла кандидатура Хэкмена. При этом он, по его собственным словам, не проходил никаких прослушиваний: «Я просто встретился с Фридкиным. Это была весьма неплохая встреча, и на следующий день он позвонил мне и сказал: „Хорошо, роль твоя“».
Фильм вышел на экраны в 1971 году и оказался крайне успешным. 8 номинаций на «Оскар» и почти безоговорочное признание критиков. Исполненный Хэкменом Джим «Попай» Дойл неоднократно попадал в списки лучших киногероев в истории, а самого актёра эта роль сделала звездой. «Да, он был хорошо известен и до „Связного“, но именно этот фильм дал старт его карьере в качестве звёздного актёра главной роли, который может заставить любой диалог звучать правдоподобно» — писал видный кинокритик Роджер Эберт. Отдельную похвалу Джин заслужил за знаменитую автомобильную погоню — она снималась без каскадёров и специального оборудования, актёр сам вёл машину. За роль в фильме Хэкмен получил множество наград, включая основные: премию BAFTA, драматический «Золотой глобус» и, в третий раз за карьеру и в первый раз за главную роль, «Оскар». «Той ночью всё было как во сне. Как будто я стоял в другом конце зала и наблюдал за происходящим со стороны через пелену дыма» — говорил Хэкмен о ночи вручения наград академии.
В 1972 году Хэкмен снялся в классическом фильме-катастрофе «Приключение „Посейдона“» в роли священника Фрэнка Скотта, а годом позже — в роуд-муви «Пугало», где двое бродяг, Макс (Хэкмен) и Лайонел (Аль Пачино), путешествуют по стране в поисках лучшей жизни. Роль Макса, «циничного, озлобленного бродяги, который держит весь мир на расстоянии вытянутой руки» Хэкмен после назовёт своей любимой, а критики — одним из лучших перевоплощений актёра. Фильм завоевал «Золотую пальмовую ветвь» Каннского кинофестиваля 1973 года и был преимущественно успешен у критиков, но провалился в прокате — «игра двух звёзд не смогла превратить картину в хит».

### «Разговор»
Следующей крупной работой Хэкмена является роль Гарри Кола в психологическом триллере «Разговор», вышедшем в 1974 году. Сценарий фильма Фрэнсис Форд Коппола написал ещё в 1966 году, под влиянием ленты Микеланджело Антониони «Фотоувеличение», а успех «Крёстного отца» (1972) позволил воплотить замысел в жизнь. Главный герой картины — Гарри Кол, мастер по подслушиванию разговоров («лучший на Западном побережье»), сам болезненно одержимый конспирацией. Кола также беспокоит прошлое — самая успешная слежка в его карьере имела кровавые последствия: были убиты три человека. Теперь, выполняя очередной заказ, он опасается, что ситуация повторится.
Коппола пригласил в фильм знакомых ему по «Крёстному отцу» Джона Казале и Роберта Дюваля, а в роли Кола хотел видеть Марлона Брандо, но тот от неё отказался. Хэкмен был вторым выбором и, как актёр позже признался «The Guardian», он это знал. Роль давалась Джину сложно. Ему, экстраверту, с трудом удавалось перевоплотиться в закрытого параноидального Кола. В своём перевоплощении он пытался подражать знакомому по службе морпеху, который «в будущем, возможно, стал серийным убийцей».
Картина вышла на экраны 7 апреля 1974 года, а уже через несколько месяцев грянул Уотергейтский скандал. Неожиданно, фильм о прослушке, паранойе и неуважении к частной жизни стал злободневным, «пророчески отобразившим настроения Америки 70-х». «Разговор» был с восторгом принят критиками (из 43-х отзывов лишь 1 был негативным), получил две награды на Каннском кинофестивале (включая главный, «Золотую пальмовую ветвь») и номинации на «Оскар» и «Золотой глобус» за лучший фильм. В обоих случаях картина осталась без награды, столкнувшись с серьёзной конкуренцией: «Оскар» получил другой фильм Копполы, «Крёстный отец 2», а «Золотой глобус» достался «Китайскому кварталу» Романа Поланского.
Роль Кола считается лучшей в карьере Хэкмена. Критики хвалили и персонажа («один из самых трагичных персонажей в истории кино, которого можно сравнить разве что с Вилли Ломаном из „Смерти коммивояжёра“»), и игру актёра, при этом отмечая отличие этой роли от других, где герои Джина «шумные, неистовые и агрессивные». Несмотря на это, он не получил номинации на «Оскар», а премию BAFTA и драматический «Золотой глобус» уступил Джеку Николсону, который также показал одну из своих лучших работ (Джейк Гиттис из «Китайского квартала»).

### Конец 1970-х
В конце 1970-х годов Хэкмен стал брать преимущественно высокооплачиваемые роли. Одной из причин стал фильм «Пугало», любимая работа Джина, который провалился в прокате. «Я мыслил как бедняк. Я решил, что буду успешным. У меня были машины, дома, самолёты. Я словно пытался заполнить бездонную бочку». В числе фильмов, в которых актёра привлекла лишь финансовая сторона вопроса, называют такие картины, как «Легионеры», «Лодка „Счастливая леди“» и вышедший ранее «Приключение „Посейдона“». Так, за роль в малоизвестной «Счастливой леди» Хэкмен получил 1 млн 250 тысяч долларов, тогда как гонорар за одну из лучших работ, ленту «Французский связной», составил лишь 100 тысяч долларов.
В череде неудачных ролей встречались и примечательные. Так, в 1974 году вышла пародийная комедия Мела Брукса «Молодой Франкенштейн», в которой Хэкмен исполнил роль-камео, сыграв слепца-отшельника Гарольда. Джин попал в фильм случайно: играя в теннис с Джином Уайлдером, сценаристом и исполнителем главной роли в фильме, он попросил дать ему небольшую роль, так как всегда хотел попробовать себя в комедии. «Молодой Франкенштейн» получил всеобщее признание, а роль Гарольда стала классической для Хэкмена как комедийного актёра. Годом позже Хэкмен вернулся к роли Джима Дойла в сиквеле «Французского связного». Дойл продолжает одержимо преследовать ускользнувшего от него наркоторговца Алена Шарнье и отправляется за ним в Марсель. Не приблизившись по популярности к оригиналу, «Французский связной 2» всё же получил неплохие отзывы и был «лучше, чем большинство фильмов о полицейских, снятых после выхода первой части». В опубликованном сайтом журнала «Empire» списке 50 лучших сиквелов в истории «Французский связной 2» занял 16 место, а Хэкмен в роли Дойла, который на этот раз вынужден бороться ещё и с наркозависимостью, вновь заслужил положительные отзывы. В том же году вышел фильм «Ночные ходы», снятый Артуром Пенном, с которым актёр работал ещё в «Бонни и Клайде». Нео-нуаровая лента о частном детективе, который, надеясь отвлечься от семейных неурядиц, берётся за рядовой заказ по поиску сбежавшей из дома девушки, но оказывается втянутым в гораздо более серьёзное дело с множеством убийств. Не снискавший популярности сразу после выхода, фильм, однако, считается классикой нео-нуара и «завершением лучшего периода в творчестве Артура Пенна», а кинокритик Майкл Срэгоу включил картину в свою книгу «Лучшие фильмы, которых вы никогда не видели». Как и «Разговор», другая работа Хэкмена, «Ночные ходы» стали одним из фильмов, передающих тревогу и паранойю 70-х, царившую в американском обществе после Уотергейта. Игра актёра, «имеющая решающее значение для фильма», была отмечена номинацией на премию BAFTA. В 1977 году Хэкмен стал частью звёздного актёрского состава, сыграв в эпической 3-часовой военной драме «Мост слишком далеко». В фильме, основанном на событиях Голландской операции 1944 года и снятым под присмотром участников этих событий, Джин сыграл польского генерала Станислава Сосабовского. Картина заслужила хвалебные слова за масштабность съёмок и историческую аккуратность, но была сдержанно принята критиками. Даже актёрский состав, составленный из известнейших британских, американских и немецких актёров, не принёс картине популярности, а игра некоторых из них была признана откровенно неудачной. Так Роджер Эберт, обычно хвалящий Хэкмена, не был впечатлен его работой в ленте, хотя Винсент Кэнби из «The New York Times» отметил его перевоплощение с положительной стороны.
Вершиной «прибыльных» ролей Хэкмена стала роль суперзлодея Лекса Лютора в оригинальном «Супермене» и сиквеле картины. За роль в первой части Джин получил 2 млн долларов. «Как только я принял предложения, я испугался. А когда прогуливаясь по Лондону в первый день съёмок, я увидел Кристофера Рива в обтягивающем синем трико и красном плаще, я подумал: „Это конец, я совершил самоубийство“». Несмотря на изначальный пессимизм Хэкмена, «Супермен» снискал большой успех. 93 % отзывов критиков были положительными, в 2010 году, в повторной рецензии на фильм Роджер Эберт отметил, что «„Супермен“ вытащил фильмы о супергероях из категории B, превратив их в то, чем они являются сейчас». Кассовые сборы превысили 300 млн долларов, при затратах в 55 млн. Одной из причин успеха фильма называлось приглашение в него звёздных актёров — Хэкмена и Брандо. Снялся Джин и в сиквеле «Супермена», съёмки которого происходили одновременно с оригиналом, который также получил признание и критиков, и публики, но меньшее, чем первый фильм. Актёр позже признался, что несмотря на скептический настрой, он получил и удовольствие, и новый опыт от роли Лютора.
Уже во время съёмок «Супермена» Хэкмен решил закончить с большим кино. «Я устал, я не мог найти для себя мотивации. Я просто хотел играть в репертуарном театре. Правда, в моём городе не было репертуарного театра, так что это пустые фантазии».

### 1980-е
Бросив актёрство, Хэкмен с семьёй переехал в небольшой калифорнийский город Монтерей. В те годы он спокойно жил, посвятив себя хобби — игре в теннис и живописи.
В 1981 году Хэкмен вернулся в кино, сыграв с Барброй Стрейзанд в комедии «Всю ночь напролёт». Картина провалилась в прокате, а Стрейзанд получила номинацию на «Золотая малина» как худшая актриса. В отличие от партнёрши по фильму, Джин заслужил похвалу кинокритика «The New Yorker» Полин Кейл. В том же году актёр сыграл небольшую роль в оскароносной картине своего давнего знакомого Уоррена Битти «Красные».
80-е не принесли Хэкмену того количества ярких ролей, какое было в предыдущем десятилетии. Хотя он и снимался у таких известных режиссёров как Сидни Люмет («Власть»), Артур Пенн («Мишень», третья совместная работа Джин с ним) и Николас Роуг («Эврика»), однако каждый из этих фильмов был неудачен. Не принесло успеха и возвращение в 1987 году к роли Лекса Лютора в 4-й части «Супермена». В отличие от первых двух фильмов с участием актёра картина провалилась в прокате и была разгромлена критиками, нередко включаясь в разнообразные списки худших фильмов в истории.
Несмотря на это, в 1984 и 1986 годах актёр получал номинации на «Золотой глобус» за роли в фильмах «Под огнём» (за лучшую роль второго плана) и «Дважды в жизни» (за лучшую роль). В первом случае он проиграл Джеку Николсону, во втором — Джону Войту. «Под огнём», повествует о группе американских журналистов, отправившихся в Никарагуа, освещать противостояние президента Сомосы с партизанами. Хэкмен играет телерепортёра, мечтающего стать ведущим. Фильм не снискал особой славы, но получил хорошие отзывы. Эберт назвал «Под огнём», «на удивление, одним из лучших фильмов года» и отметил игру всего актёрского состава, а Джина в частности: «Хэкмен не смог доказать мне, что его герой достоин быть телеведущим. Он сделал гораздо более важную вещь. Он доказал, что его герой думает, что он этого достоин». В семейной драме «Дважды в жизни» персонаж Хэкмена — сталевар, давно женатый и имеющий двух взрослых дочерей. Довольный, в целом, своей жизнью, он всё же чувствует её рутинность и в день своего 50-летия знакомится с привлекательной барменшей, ради которой решает бросить семью. Как и «Под огнём», «Дважды в жизни» не привлёк особого внимания публики, а критика была сдержанно положительной.
Были и другие примечательные работы. Так, в 1986 года вышла спортивная драма «Команда из штата Индиана». Хэкмен играет Нормана Дейла, нового тренера школьной баскетбольной команды из небольшого городка, который ведёт её к победе в чемпионате штата. Американский институт киноискусства признал дебютную ленту режиссёра Дэвида Энспо одиним из самых вдохновляющих фильмов и 4-м лучшим спортивным фильмом. Хэкмен получил роль в фильме после ухода Джека Николсона, недовольного графиком съёмок. Джин после признавал, что на работу в фильме он согласился из-за финансовых причин — актёру были нужны деньги и он взял ту роль, которую было легко получить, к тому же Хэкмену были хорошо знакомы место действия и тема фильма Игра Джина, несмотря на это, «занимает центральное место в картине». «Многие люди говорили, что не могут представить в роли Дейла никого, кроме Хэкмена» — писал критик Джеймс Берардинелли — «мы не знаем предыстории персонажа, но благодаря актёру нам абсолютно ясна его личность». Несмотря на хвалебные отзывы, Хэкмен не был номинирован ни на одну премию за роль Дейла, хотя его партнёр по фильму Деннис Хоппер, сыгравший местного пьяницу, которому Дейл даёт место помощника тренера, получил номинации и на «Оскар», и на «Золотой глобус». В 1987 году актёр снялся в хорошо принятом «искусно запутанном» триллере «Нет выхода» с Кевином Костнером в главной роли, а через год сыграл одну из второстепенных ролей в фильме Вуди Аллена «Другая женщина».
Главная роль Хэкмена в 80-х пришлась на конец десятилетия. В 1989 году вышел фильм Алана Паркера «Миссисипи в огне». Имеющая в основе реальные событий история рассказывает о двух агентах ФБР, приехавших в небольшой город на Юге США, чтобы расследовать исчезновение 3-х гражданских активистов, боровшихся за права темнокожего населения. Один из агентов — молодой рьяный либерал Алан Уорд (Уиллем Дефо), сразу вызывающий ненависть у расистски настроенных жителей городка. Другой, Руперт Андерсон (герой Хэкмена) — бывший шериф, «реднек-перебежчик», сам родился и вырос на Юге и понимает местные порядки. Между напарниками нередко возникает недопонимание, перерастающее в психологическую дуэль двух противоположностей, но в конечном счёте именно Андерсон, используя знания и опыт, добивается результата. Другая сюжетная линия — взаимоотношения Андерсона с женой заместителя шерифа (Фрэнсис Макдорманд), чьи показания в итоге и помогли раскрыть преступление. Видя её только как потенциальную свидетельницу, он постепенно проникается к девушке симпатией.
Несмотря на обвинения в искажении исторических фактов, картина была положительно встречена критиками и получила 6 номинаций на «Оскар», включая номинацию за лучшую мужскую роль для Хэкмена. Игру актёра в своих рецензиях отмечали почти все критики. Рита Кэмпли из «Washington Post» отметила, что у Джина «получилось очень честно сыграть Робокопа, скрывающегося под маской простака-южанина» и проводила параллели между Андерсоном и «Попаем» Дойлом из «Французского связного». «Variety» заявил, что Хэкмен «украл» фильм и затмил Дефо, а «Time Out» отдельно похвалил актёра за романтические сцены. Однако, он не получил свой второй «Оскар», который достался другу Хэкмена, Дастину Хоффману, за роль в «Человеке дождя».

### Второй «Оскар»
В 1991 году, через 3 года после выхода «Миссисипи в огне», Хэкмен согласился сняться в фильме Клинта Иствуда «Непрощённый». Сценарий к ленте был написан ещё в 1976 году, но Иствуд откладывал запуск фильма в производство — он хотел быть не только режиссёром но и исполнителем главной роли, поэтому ждал, когда его возраст будет таким же, как и у главного героя Уилла Манни. «Непрощённым» Иствуд хотел уйти из жанра вестерн, попутно насладившись работой над понравившимся ему проектом.
Роль «Маленького Билла» Даггета Хэкмену уже предлагалась, ещё до приобретения Иствудом прав на сценарий, и тогда актёр её отклонил. Лишь сам Иствуд и агент Джина Фред Спектор смогли убедить актёра взяться за неё. Сюжет картины повествует о том, как в город шерифа наведываются трое охотников за головами. Им обещано вознаграждение за убийство двух ковбоев, изрезавших ножом лицо проститутке из местного борделя. Шериф Билл Даггет считает, что выплаченный ковбоями штраф в 7 лошадей — достаточное наказание и не желает видеть в своём городе людей с оружием.
Премьера фильма состоялась 7 августа 1992 года. Снятый во время падения интереса к вестернам, он сильно отличался от ключевых картин жанра (некоторые критики преподносили «Непрощённого» как «антивестерн»). «„Непрощенный“ выглядит как вестерн, снят в традициях вестерна, но при просмотре не кажется, что это вестерн» — писал Берардинелли. По словам Андрея Плахова «фильм можно было бы назвать классическим, если бы в нём подспудно не запечатлелся опыт пародии и иронических перелицовок старого жанра». «Постмодернистский» вестерн Иствуда получил широкое признание критиков и 4 премии «Оскар», включая главную.
Билл Даггетт, шериф, который «любит лишь две вещи — защищать „Закон“ и строить свой дом», для охраны правопорядка использует жесткие, порой даже садистские меры, но его неподкупность и стремление служить правому делу не позволяет видеть его в роли простого антагониста — «в другом фильме „Маленький Билл“ мог бы быть героем». Как позже сказал Хэкмен, Иствуд хотел видеть в Билле черты Дэрила Гейтса, шефа полиции Лос-Анджелеса, известного своей жесткостью и частым использованием силовых операций. Актёр же, просмотрев несколько ток-шоу с участием Гейтса не счёл его «таким уж плохим парнем» и раскрыл персонажа и с плохой, и с хорошей стороны. Такая разносторонность персонажа была положительно отмечена многими критиками, и Хэкмен получил за роль шерифа и «Оскар», и премию BAFTA, и «Золотой глобус», повторив успех 1972 года, когда три эти премии актёр получил за «Французского связного».
В течение следующих нескольких лет Хэкмен снялся во второстепенных ролях ещё в трёх вестернах с большими бюджетами и яркими актёрскими составами. Так, в «Джеронимо» партнёрами Джина по фильму были Роберт Дюваль и Мэтт Деймон, в «Уайетте Эрпе» — Кевин Костнер и Деннис Куэйд, а в «Быстром и мёртвом» — Шэрон Стоун и Леонардо Ди Каприо. Несмотря на это, ни один из этих фильмов не приблизился к «Непрощённому» по популярности, а «Уайт Эрп» даже получил 5 номинаций на «Золотую малину». Критику Джеймсу Берардинелли показалось, что на небольшие роли в «Джеронимо» и «Уайетте Эрпе» Хэкмен согласился «просто чтобы получить чек», хотя и отметил с положительной стороны его игру в «Быстром и мёртвом», где у Джина было больше экранного времени.

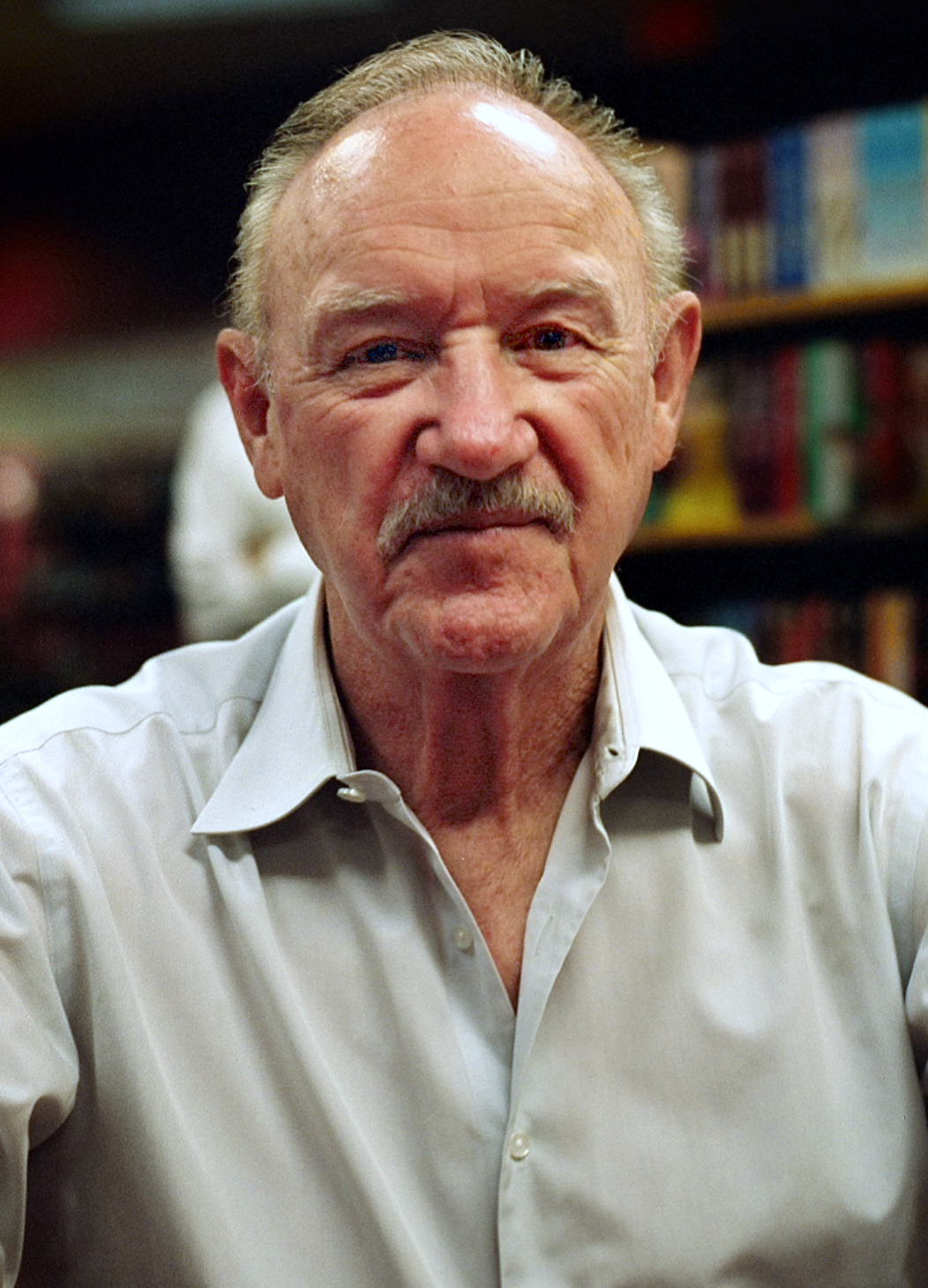
Джин Хэкмен в 2008 году

Во второй половине 90-х Хэкмен также отметился ролями в нескольких триллерах. Так, в 1995 году он сыграл капитана подводной лодки в фильме Тони Скотта «Багровый прилив». Картина стала большим кассовым успехом, а дуэт исполнителей главных ролей — Хэкмен и Вашингтон — был положительно отмечен критиками. Кроме того, Джин сыграл в двух экранизациях произведений Джона Гришэма («Фирма» и «Камера»), нео-нуаре Роберта Брентона «Сумерки» и вновь поработал с Клинтом Иствудом, представ в роли президента США в его фильме «Абсолютная власть»
Впоследствии Хэкмен и Иствуд работали вместе ещё над несколькими проектами, однако наиболее запоминающиеся роли 1990-х годов достались Хэкмену в комедиях — «Клетка для пташек», «Достать коротышку», «Сердцеедки» и «Семейка Тененбаум». Блестящая игра в последнем из этих фильмов принесла Хэкмену третий в его карьере «Золотой глобус». Через год был удостоен специальной премии «Золотой глобус» — за выдающийся вклад в кино.
В 2004 году актёр заявил об уходе из кино. Последним фильмом 74-летнего актёра стала комедия «Добро пожаловать в Лосиную бухту». Его внимание было сосредоточено на написании романов, выходившие в период с 1999 по 2013 год.

## Личная жизнь
Первой женой Джина Хэкмена была Фэй Малтис (1928—2017), от которой у актёра есть трое детей: Кристофер Аллен, Элизабет Джин и Лесли Энн. Супруги развелись в 1986 году.
В 1991 году Хэкмен женился на пианистке Бетси Аракаве (1959—2025). Они жили в городе Санта-Фе, штат Нью-Мексико.
Хэкмен был фанатом футбольного клуба «Джэксонвилл Джагуарс» и регулярно посещал их игры. Актёр являлся другом бывшего главного тренера команды Джека Дель Рио, в данный момент координатора защиты «Денвер Бронкос».

## Смерть
26 февраля 2025 года представители полиции сообщили, что в одном из домов жилого комплекса Old Sunset Trail в городе Санта-Фе штата Нью-Мексико были обнаружены тела 95-летнего актёра, его 65-летней супруги и их собаки (две другие собаки остались живы). Полиция уточнила, что обстоятельства их гибели неизвестны и будет проведено расследование, однако на момент обнаружения тел признаков насильственной смерти не зафиксировано.
По заключению экспертов, Хэкмен умер 18 февраля 2025 года, когда остановился его кардиостимулятор, от ишемической болезни сердца, вызванной прогрессирующей болезнью Альцгеймера. Причиной смерти его супруги стал хантавирусный кардиопульмональный синдром, развивающийся после контакта с инфицированными грызунами. В последний раз Аракава появлялась на людях 11 февраля 2025 года, когда посещала продуктовый магазин, аптеку CVS и зоомагазин.

### Дань уважения
Многие члены киноиндустрии отдали дань уважения Хэкмену после его смерти. Клинт Иствуд, снявший Хэкмена в двух своих фильмах: «Непрощённый» 1992 года и «Абсолютная власть» 1997 года, написал в своём заявлении: «Не было лучшего актёра, чем Джин. Интенсивный и инстинктивный. Ни одной фальшивой ноты. Он также был близким другом, которого мне будет очень не хватать». Фрэнсис Форд Коппола, снявший Хэкмена в своём фильме 1974 года — «Разговор», написал: «Джин Хэкмен [был] великим актёром, вдохновляющим и великолепным в своей работе и сложности... Я скорблю о его утрате, и чествовую его существование и вклад». Уильям, принц Уэльский выступил с заявлением, в котором говорится: «Хэкмен был настоящим гением кино, который воплощал в жизнь каждого персонажа с силой, подлинностью и звёздностью».
Морган Фримен отдал дань уважения Хэкмену на 97-й церемонии вручения премии «Оскар», сказав: «Как и все, кто когда-либо делил с ним сцену, я узнал, что он был щедрым артистом и человеком, чьи дары возвышали работу каждого», и что его «запомнят как человека, который делал хорошую работу, и за многое другое». Среди других, кто отдал дань уважения Хэкмену, были — Хэнк Азариа, Антонио Бандерас, Джош Бролин, Мел Брукс, Виола Дэвис, Барри Зонненфельд, Кевин Костнер, Дэвид Крамхолц, Джон Кьюсак, Нейтан Лейн, Билл Мюррей, Педро Паскаль, Валери Перрин, Гвинет Пэлтроу, Эдгар Райт, Майкл Розенбаум, Бен Стиллер, Джордж Такэй, Джон Траволта, Стив Туссэн, Пол Фиг, Дастин Хоффман, Дженнифер Лав Хьюитт, Том Хэнкс, Майкл Чиклис и Уильям Шетнер. Кинокритик Питер Брэдшоу из газеты The Guardian написал, что смерть Хэкмена ознаменовала конец американского кино периода новой волны. Он описал Хэкмена как «характерного актёра, который был настоящей звездой; фактически звездой каждой сцены, в которой он появлялся, — это жёсткое, умудрённое опытом, интеллигентное, но грубое лицо, постоянно находящееся на грани холодной безразличной насмешки или искажённое душераздирающей отцовской, страдальческой улыбкой».

## Фильмография
| Год  |    | Русское название                 | Оригинальное название            | Роль                                |
| ---- | -- | -------------------------------- | -------------------------------- | ----------------------------------- |
| 1961 | ф  | Бешеный пёс Колл                 | Mad Dog Coll                     | полицейский                         |
| 1961 | с  | Таллахасси 7000                  | Tallahassee 7000                 | Джо Лоусон                          |
| 1963 | с  | Обнажённый город                 | Naked City                       | мистер Джаспер                      |
| 1963 | с  | Восток/Запад                     | East Side/West Side              | офицер полиции                      |
| 1964 | ф  | Лилит                            | Lilith                           | Норман                              |
| 1966 | с  | Дела О'Брайена                   | The Trials of O'Brien            | Роджер Нэтан                        |
| 1966 | ф  | Гавайи                           | Hawaii                           | Джон Уиппл                          |
| 1967 | с  | ФБР                              | The F.B.I.                       | Герб Кеньон                         |
| 1967 | ф  | Первый в бою                     | First to Fight                   | сержант Твид                        |
| 1967 | ф  | Договор со смертью               | BA Covenant with Death           | Хэмсуорт                            |
| 1967 | ф  | Бонни и Клайд                    | Bonnie & Clyde                   | Бак Бэрроу                          |
| 1967 | ф  | Отстранение                      | Banning                          | Томми Дель Гаддо                    |
| 1967 | с  | Захватчики                       | The Invaders                     | Том Джизап                          |
| 1967 | с  | Стальной жеребец                 | The Iron Horse                   | Гарри Уодсуорт                      |
| 1968 | с  | CBS: Театр                       | CBS Playhouse                    | Нед                                 |
| 1968 | с  | Я — шпион                        | I Spy                            | Фрэнк Хантер                        |
| 1968 | ф  | Делёж                            | The Split                        | детектив Уолтер Брилл               |
| 1969 | ф  | Бунт                             | Riot                             | Ред Фрейкер                         |
| 1969 | ф  | Мотыльки на ветру                | The Gypsy Moths                  | Джо Броуди                          |
| 1969 | ф  | Скоростной спуск                 | Downhill Racer                   | Юджин Клэр                          |
| 1969 | ф  | Потерянные                       | Marooned                         | Базз Ллойд                          |
| 1970 | ф  | Я никогда не пел отцу            | I Never Sang for My Father       | Джин Гаррисон                       |
| 1971 | ф  | Жёны докторов                    | Doctors' Wives                   | доктор Дэйв Рэндольф                |
| 1971 | ф  | Охота                            | The Hunting Party                | Брандт Ругер                        |
| 1971 | ф  | Французский связной              | The French Connection            | детектив Джим «Попай» Дойл          |
| 1972 | ф  | Циско Пайк                       | Cisco Pike                       | Сержант Лео Холланд                 |
| 1972 | ф  | Первоклассный товар              | Prime Cut                        | Мэри Энн                            |
| 1972 | ф  | Приключение «Посейдона»          | The Poseidon Adventure           | преподобный Фрэнк Скотт             |
| 1973 | ф  | Пугало                           | Scarecrow                        | Макс Майллэн                        |
| 1974 | ф  | Разговор                         | The Conversation                 | Гарри Кол                           |
| 1974 | ф  | Невеста Зэнди                    | Zandy's Bride                    | Зэнди Аллан                         |
| 1974 | ф  | Молодой Франкенштейн             | Young Frankenstein               | Гарольд                             |
| 1975 | ф  | Французский связной 2            | French Connection II             | детектив Джим «Попай» Дойл          |
| 1975 | ф  | Ночные ходы                      | Night Moves                      | Гарри Мосби                         |
| 1975 | ф  | Вкуси пулю                       | Bite The Bullet                  | Сэм Клейтон                         |
| 1975 | ф  | Лодка «Счастливая леди»          | Lucky Lady                       | Кибби Вомэк                         |
| 1977 | ф  | Принцип домино                   | The Domino Principle             | Рой Такер                           |
| 1977 | ф  | Мост слишком далеко              | A Bridge Too Far                 | генерал-майор Станислав Сосабовский |
| 1977 | ф  | Легионеры                        | March or Die                     | майор Уильям Шерман Фостер          |
| 1978 | ф  | Супермен                         | Superman                         | Лекс Лютор                          |
| 1980 | ф  | Супермен 2                       | Superman 2                       | Лекс Лютор                          |
| 1981 | ф  | Всю ночь напролёт                | All Night Long                   | Джодж Даплер                        |
| 1981 | ф  | Красные                          | Reds                             | Пит ван Верри                       |
| 1983 | ф  | Эврика                           | Eureka                           | Джек Маккэнн                        |
| 1983 | ф  | Под огнём                        | Under Fire                       | Алекс Грейзер                       |
| 1983 | ф  | Редкая отвага                    | Uncommon Valor                   | полковник Джейсон Роудс             |
| 1984 | ф  | Непонятый                        | Misunderstood                    | Нед Роули                           |
| 1985 | ф  | Дважды в жизни                   | Twice in a Lifetime              | Гарри Маккензи                      |
| 1985 | ф  | Мишень                           | Target                           | Уолтер Ллойд / Дюк Портер           |
| 1986 | ф  | Власть                           | Power                            | Уилфред Бакли                       |
| 1986 | ф  | Команда из штата Индиана         | Hoosiers                         | Норман Дэйл                         |
| 1987 | ф  | Супермен 4: В поисках мира       | Superman IV: The Quest for Peace | Лекс Лютор                          |
| 1987 | ф  | Нет выхода                       | No Way Out                       | Дэвид Брайс                         |
| 1988 | ф  | Бэт-21                           | Bat*21                           | подполковник Айсил Хэмблтон         |
| 1988 | ф  | Другая женщина                   | Another Woman                    | Ларри Льюис                         |
| 1988 | ф  | Двойственные решения             | Split Decisions                  | Дэн МакГинн                         |
| 1988 | ф  | Полная луна в голубой воде       | Full Moon in Blue Water          | Флойд                               |
| 1988 | ф  | Миссисипи в огне                 | Mississippi Burning              | агент Руперт Андерсон               |
| 1989 | ф  | Доставить по назначению          | The Package                      | сержант Джонни Галлахер             |
| 1990 | ф  | Сдвиг по фазе                    | Loose Cannons                    | Мак Стерн                           |
| 1990 | ф  | Открытки с края бездны           | Postcards From The Edge          | Лоуэлл Колчек                       |
| 1990 | ф  | Узкая грань                      | Narrow Margin                    | Роберт Колфилд                      |
| 1991 | ф  | Коллективный иск                 | Class Action                     | Джед Уорд                           |
| 1991 | ф  | Дело фирмы                       | Company Business                 | Сэм Бойд                            |
| 1992 | ф  | Непрощённый                      | Unforgiven                       | «Маленький Билл» Даггетт            |
| 1993 | ф  | Фирма                            | The Firm                         | Эйвери Толэр                        |
| 1993 | ф  | Джеронимо: Американская легенда  | Geronimo: An American Legend     | Джордж Крук                         |
| 1994 | ф  | Уайетт Эрп                       | Wyatt Earp                       | Николас Портер Эрп                  |
| 1995 | ф  | Быстрый и мёртвый                | The Quick and the Dead           | Джон Ирод                           |
| 1995 | ф  | Багровый прилив                  | Crimson Tide                     | капитан Фрэнк Рэмси                 |
| 1995 | ф  | Достать коротышку                | Get Shorty                       | Гарри Зимм                          |
| 1996 | ф  | Клетка для пташек                | The Birdcage                     | сенатор Кевин Кили                  |
| 1996 | ф  | Крайние меры                     | Extreme Measures                 | Лоуренс Майрик                      |
| 1996 | ф  | Камера                           | The Chamber                      | Сэм Кейхалл                         |
| 1997 | ф  | Абсолютная власть                | Absolute Power                   | Президент США Аллен Ричмонд         |
| 1998 | ф  | Сумерки                          | Twilight                         | Джэк Эймс                           |
| 1998 | мф | Муравей Антц                     | Antz                             | генерал Навозник                    |
| 1998 | ф  | Враг государства                 | Enemy of the State               | Эдвард «Брилл» Лайл                 |
| 2000 | ф  | Под подозрением                  | Under Suspicion                  | Генри Хёрст                         |
| 2000 | ф  | Дублёры                          | The Replacements                 | Джимми МакГинти                     |
| 2001 | ф  | Мексиканец                       | The Mexican                      | Арнольд Марголис                    |
| 2001 | ф  | Сердцеедки                       | Heartbreakers                    | Уильям Тенси                        |
| 2001 | ф  | Грабёж                           | Heist                            | Джо Мур                             |
| 2001 | ф  | Семейка Тененбаум                | The Royal Tenenbaums             | Роял Тенненбаум                     |
| 2001 | ф  | В тылу врага                     | Behind Enemy Lines               | адмирал Лесли Рейгарт               |
| 2003 | ф  | Вердикт за деньги                | Runaway Jury                     | Рэнкин Фитч                         |
| 2004 | ф  | Добро пожаловать в Лосиную бухту | Welcome to Mooseport             | Монро «Орёл» Коул                   |

## Премии и награды
| Награда                        | Год  | Категория                                               | Фильм                                        | Итог      |
| ------------------------------ | ---- | ------------------------------------------------------- | -------------------------------------------- | --------- |
| Оскар                          | 1968 | Лучшая мужская роль второго плана                       | Бонни и Клайд                                | Номинация |
| Оскар                          | 1971 | Лучшая мужская роль второго плана                       | Я никогда не пел отцу                        | Номинация |
| Оскар                          | 1972 | Лучшая мужская роль                                     | Французский связной                          | Победа    |
| Оскар                          | 1989 | Лучшая мужская роль                                     | Миссисипи в огне                             | Номинация |
| Оскар                          | 1993 | Лучшая мужская роль второго плана                       | Непрощённый                                  | Победа    |
| BAFTA                          | 1973 | Лучшая мужская роль                                     | Французский связной/ Приключение «Посейдона» | Победа    |
| BAFTA                          | 1975 | Лучшая мужская роль                                     | Разговор                                     | Номинация |
| BAFTA                          | 1976 | Лучшая мужская роль                                     | Французский связной 2/Ночные ходы            | Номинация |
| BAFTA                          | 1979 | Лучшая мужская роль второго плана                       | Супермен                                     | Номинация |
| BAFTA                          | 1993 | Лучшая мужская роль второго плана                       | Непрощённый                                  | Победа    |
| Золотой глобус                 | 1972 | Лучшая мужская роль в драме                             | Французский связной                          | Победа    |
| Золотой глобус                 | 1975 | Лучшая мужская роль в драме                             | Разговор                                     | Номинация |
| Золотой глобус                 | 1976 | Лучшая мужская роль в драме                             | Французский связной 2                        | Номинация |
| Золотой глобус                 | 1984 | Лучшая мужская роль второго плана                       | Под огнём                                    | Номинация |
| Золотой глобус                 | 1986 | Лучшая мужская роль в драме                             | Дважды в жизни                               | Номинация |
| Золотой глобус                 | 1989 | Лучшая мужская роль в драме                             | Миссисипи в огне                             | Номинация |
| Золотой глобус                 | 1993 | Лучшая мужская роль второго плана                       | Непрощённый                                  | Победа    |
| Золотой глобус                 | 2002 | Лучшая мужская роль в комедии или мюзикле               | Семейка Тененбаум                            | Победа    |
| Золотой глобус                 | 2003 | Премия Сесиля Б. Де Милля                               |                                              | Победа    |
| Спутник                        | 1996 | Лучшая мужская роль второго плана в комедии или мюзикле | Клетка для пташек                            | Номинация |
| Спутник                        | 2001 | Лучшая мужская роль в комедии или мюзикле               | Семейка Тенненбаум                           | Победа    |
| Премия Гильдии киноактёров США | 1995 | Лучший актёрский состав                                 | Достать коротышку                            | Номинация |
| Премия Гильдии киноактёров США | 1996 | Лучший актёрский состав                                 | Клетка для пташек                            | Победа    |
| Берлинский кинофестиваль       | 1989 | Лучшая мужская роль                                     | Миссисипи в огне                             | Победа    |